# 萬隆行
萬隆行證券，全稱萬隆行證券有限公司，是香港一間證券公司，戶口約有1500個，活躍戶口約有750個，集團主要從事證券交易業務，並沒有從事證券保證金(俗稱孖展)融資業務。萬隆行的股東之一是徐培榮。

## 事件
於2007年8月31日，萬隆行證券遭證監會發出限制通知書，原因是證監會接獲萬隆行的報告指，該公司內一位61歲的葉姓經紀職員，涉嫌挪用28名客戶資產，不涉及孖展戶口，總值二千萬港元，萬隆行管理層已發現早前曾有客戶資產被挪用，但卻一直向客戶及證監會隱瞞事件。 
根據證監會的初步查訊，證監會對萬隆行的內部監控缺乏信心，並相信客戶的資產正蒙受風險，事件亦令萬隆行的廉潔穩健及繼續持有牌照的適當人選資格受到嚴重質疑。因此，證監會對萬隆行發出限制通知書，凍結萬隆行的資產。
2007年9月5日，法院委任畢馬威會計師事務所財務諮詢服務主管侯柏特(Patrick Cowley)及合夥人彭博倫(Paul Brough)為萬隆行證券的管理人，負責管理萬隆行證券的財產及其代客戶持有的財產。同時，證監會於2007年9月4日晚上取得法院針對萬隆行的經紀葉樹根及其妻子陳秀琼發出的臨時資產凍結強制令，限制他們在香港境內將其任何資產轉移至香港境外或處置或削減其任何資產的價值。2007年9月7日，高等法院授予針對葉樹根及其妻子陳秀琼的最終資產凍結強制令。該項最終資產凍結強制令將會持續有效，直至法院另行頒令為止。
2007年12月10日，證監會終身禁止葉樹根重投證券業。
2008年3月7日，葉樹根在區域法院承認35項涉及盜竊客戶資產440萬元的控罪，被判監禁3年4個月。
2008年4月30日，證監會撤銷徐鴻元及徐偉文的牌照，其中徐鴻元被終身禁止重投證券業，而徐偉文則被終身禁止擔任負責人員，及被禁止在五年內再次重新申請為持牌代表。證監會亦同時禁止萬隆行一名前持牌代表陳霞萍在18個月內重新申請成為持牌代表，即時生效。證監會指徐鴻元負責萬隆行的整體營運，故須就該等缺失承擔主要責任。徐偉文主要負責交易職能，而陳霞萍則負責監督公司的交收程序。徐偉文及陳霞萍雖然均察覺到有關缺失，但並無採取任何行動予以糾正。

## 相關
- 中央結算系統投資者個人戶口
- 投資者賠償基金
- 內部監控、內部審計
- 月結單對賬
- 盜竊罪
- 東區法院
- 證監會
- 《交易所规则》
- 《證券及期貨條例》
- 財經事務及庫務局